# Südostasienspiele 1975/Badminton
Titelträger im Badminton wurden bei den Südostasienspielen 1975 in Bangkok in fünf Einzel- und zwei Mannschaftsdisziplinen ermittelt. Die Spiele fanden vom 9. bis zum 16. Dezember 1975 statt.

## Medaillengewinner
| Disziplin    | Gold                                                                                  | Silber                                                                               | Bronze                                                         |
| ------------ | ------------------------------------------------------------------------------------- | ------------------------------------------------------------------------------------ | -------------------------------------------------------------- |
| Herreneinzel | Bandid Jaiyen                                                                         | Pichai Kongsirithavorn                                                               | Moo Foot Lian                                                  |
| Herreneinzel | Bandid Jaiyen                                                                         | Pichai Kongsirithavorn                                                               | Cheah Hong Chong                                               |
| Dameneinzel  | Sylvia Ng                                                                             | Thongkam Kingmanee                                                                   | Ong Ah Hong                                                    |
| Dameneinzel  | Sylvia Ng                                                                             | Thongkam Kingmanee                                                                   | Sirisriro Patama                                               |
| Herrendoppel | Pornchai Sakuntaniyom Preecha Sopajaree                                               | Cheah Hong Chong Soong Chok Soon                                                     | Ahmad Bakar Chan Kong Ming                                     |
| Herrendoppel | Pornchai Sakuntaniyom Preecha Sopajaree                                               | Cheah Hong Chong Soong Chok Soon                                                     | Ko Gyi Maung Maung                                             |
| Damendoppel  | Rosalind Singha Ang Sylvia Ng                                                         | Thongkam Kingmanee Sirisriro Patama                                                  | Aye Aye Myint Mya Lay Sein                                     |
| Damendoppel  | Rosalind Singha Ang Sylvia Ng                                                         | Thongkam Kingmanee Sirisriro Patama                                                  | Porntip Buntanon Suleeporn Jittariyakul                        |
| Mixed        | Soong Chok Soon Rosalind Singha Ang                                                   | Cheah Hong Chong Sylvia Ng                                                           | Pornchai Sakuntaniyom Thongkam Kingmanee                       |
| Mixed        | Soong Chok Soon Rosalind Singha Ang                                                   | Cheah Hong Chong Sylvia Ng                                                           | Preecha Sopajaree Sawanpim Saithong                            |
| Herrenteam   | Thailand Bandid Jaiyen Preecha Sopajaree Pichai Kongsirithavorn Pornchai Sakuntaniyom | Malaysia Moo Foot Lian James Selvaraj Phua Ah Hua Soong Chok Soon                    | Singapur Ahmad Bakar Ng Chor Yau Tan Eng Han Chan Kong Ming    |
| Damenteam    | Malaysia Sylvia Ng Rosalind Singha Ang Ong Ah Hong Yap Hei Lin                        | Thailand Sirisriro Patama Thongkam Kingmanee Suleeporn Jittariyakul Porntip Buntanon | Singapur Leong Kay Sine Peh Ah Bee Leong Kay Peng Cindy Cheong |

## Finalresultate
| Disziplin    | Sieger                                  | Finalist                            | Ergebnis          |
| ------------ | --------------------------------------- | ----------------------------------- | ----------------- |
| Herreneinzel | Bandid Jaiyen                           | Pichai Kongsirithavorn              | 10–15, 15–5, 15–5 |
| Dameneinzel  | Sylvia Ng                               | Thongkam Kingmanee                  | 11–1, 12–9        |
| Herrendoppel | Pornchai Sakuntaniyom Preecha Sopajaree | Cheah Hong Chong Dominic Soong      | 15–10, 15–4       |
| Damendoppel  | Sylvia Ng Rosalind Singha Ang           | Thongkam Kingmanee Sirisriro Patama | 15–5, 15–3        |
| Mixed        | Dominic Soong Rosalind Singha Ang       | Cheah Hong Chong Sylvia Ng          | 15–5, 15–4        |

## Medaillenspiegel
| Platz | Land     | Gold | Silber | Bronze | Gesamt |
| ----- | -------- | ---- | ------ | ------ | ------ |
| 1     | Malaysia | 4    | 3      | 3      | 10     |
| 2     | Thailand | 3    | 4      | 4      | 11     |
| 3     | Singapur | -    | -      | 3      | 3      |
| 4     | Birma    | -    | -      | 2      | 2      |